# Hidroxocobalamină
Hidroxocobalamina este o formă de vitamina B12 (cobalamină) care este utilizată pentru tratamentul deficitului acestei vitamine și al intoxicațiilor cu cianuri. Vitamina B
12 este un nutrient esențial și poate fi introdusă în organismul uman doar prin surse exogene.
Molecula a fost izolată pentru prima dată în anul 1949. Se află pe lista medicamentelor esențiale ale Organizației Mondiale a Sănătății.